# 폐쇄 구역 (1986년 영화)
폐쇄 구역(At Close Range)은 미국에서 제작된 제임스 폴리 감독의 1986년 범죄, 드라마 영화이다. 숀 펜 등이 주연으로 출연하였고 돈 게스트 등이 제작에 참여하였다.

## 출연

### 주연
- 숀 펜
- 크리스토퍼 월켄
- 매리 스튜어트 매스터슨
- 크리스 펜

### 조연
- 밀리 퍼킨스
- 에일린 라이언
- 트레이시 월터
- R.D. 콜
- 데이빗 스트라탄
- J.C. 퀸

## 제작진
- 미술: 피터 제이미슨
- 의상: 힐러리 로젠펠드
- 배역: 리자 브라몬 가르시아
- 배역: 빌리 홉킨스